# Beatrix Schröer
Beatrix Schröer (n. 4 mai 1963, Meißen, Saxonia, Germania) este o canotoare ce a reprezentat Germania, medaliată olimpică. A participat la o ediție a Jocurilor Olimpice (1988) în care a câștigat o medalie de aur.

## Participări
Lista de mai jos prezintă principalele competiții la care a participat Beatrix Schröer de-a lungul carierei.
- rowing at the 1988 Summer Olympics – women's eight[*][4]